# Les Cresnays
Les Cresnays es una población y comuna francesa, situada en la región de Baja Normandía, departamento de Mancha, en el distrito de Avranches y cantón de Brécey.

## Demografía
| 472 | 425 | 374 | 308 | 287 | 271 |
| Para los censos de 1962 a 1999 la población legal corresponde a la población sin duplicidades (Fuente: INSEE [Consultar]) |     |     |     |     |     |

## Historia
La comuna se formó por la unión de Saint-Pierre-de-Cresnay y Notre-Dame-de-Cresnay en 1821.